# Вальтер, Виталий Григорьевич
Виталий Григорьевич Вальтер (3 октября 1926 — 20 октября 2004) — врач, хирург, доктор медицинских наук, профессор, Заслуженный профессор АГМА (Астраханской государственной медицинской академии). Член Правления Всесоюзного общества хирургов, член Проблемных комиссий по неотложной хирургии, по геронтологии и гериатрии при АМН СССР. Являлся членом координационного совета Проблемной комиссии по гастроэнтерологии, членом диссертационных советов Волгоградской и Астраханской медакадемий. В течение 17 лет возглавлял научное общество Астраханских хирургов.
Заслуженный деятель науки РФ (1995).

## Биография
Родился 3 октября 1926 года в селе Новая Одесса Николаевской области Украины в семье врача. Начальное образование получил в Карл-Либкнехтской средней школе Одесской области. Окончил школу в г. Карпинске Свердловской области в 1943 году в возрасте 16 лет. В том же году поступил на 1 курс Хабаровского медицинского института, который окончил в 1948 году с «отличием».
Во время учёбы занимался в хирургическом кружке, ходил на дежурства и самостоятельно выполнял некоторые операции. После окончания института был зачислен в трехгодичную клиническую ординатуру при кафедре госпитальной хирургии, которой руководил профессор Дыхно Александр Михайлович.
После окончания ординатуры в 1951 году был назначен главным хирургом Еврейской автономной области и заведующим хирургическим отделением областной больницы, где много и широко оперировал как хирургических, так и гинекологических больных, выполнял операции на сердце (в том числе комиссуротомию), на легких, на органах брюшной полости, а также травматологических и ортопедических операций, продолжал заниматься наукой. В этот период появились и первая публикация по острому аппендициту и статьи по лечению трофических язв и вялогранулирующих ран.
В 1956 году в Хабаровском медицинском институте защитил кандидатскую диссертацию на тему: «Китайский лимонник в комплексном лечении длительно незаживающих язв и ран».
С 1957 по 1966 годы работал главным хирургом и заведующим хирургическим отделением в Карачаево-Черкесской автономной области
В 1966 году защитил докторскую диссертацию во Всесоюзном научном центре хирурги АМН СССР (ныне РНЦХ РАМН) на тему: «Сравнительная оценка некоторых методов резекции желудка при язвенной болезни и полипах». Научными консультантами его были академик Борис Васильевич Петровский и профессор Эдуард Никитович Ванцян.
В том же году В. Г. Вальтер избирается по конкурсу заведующим кафедрой госпитальной хирургии Астраханского государственного медицинского института им. А. В. Луначарского. К этому времени под руководством В. Г. Вальтера подготовлены первые 4 кандидатские диссертации (И. Б. Балабан, Л. Х. Батчаева, Н. М. Голощапов, Ю. Ф. Чичков). В Астрахани В. Г. Вальтер выполнил такие операции, как резекция желудка, щитовидной железы, холецистэктомия.
В 1967 году Вальтеру В. Г. присвоено звание профессора.
С организацией в Астраханском медицинском институте факультета усовершенствования врачей с 1991 года профессор В. Г. Вальтер возглавил кафедру хирургических болезней этого факультета, оставив кафедру госпитальной хирургии своему ученику профессору Кутукову В. Е.
Профессор В. Г. Вальтер выполнял большой объём оперативных вмешательств при различных хирургических заболеваниях, такие как панкреато-дуоденальная резекция, гемигепатэктомия.
Под руководством В. Г. Вальтера защищено 9 докторских и более 40 кандидатских диссертаций.

## Научные труды и работы
В. Г. Вальтер был автором более 200 научных работ, в том числе 8 изобретений и более 50 рацпредложений отраслевого и местного значения. Им разработаны оригинальные способы резекции желудка, создание «искусственного желудка», названное его именем, три способа обработки культи двенадцатиперстной кишки при резекции желудка, пластический способ ушивания перфоративных гастродуоденальных язв, укрепления пищеводно-кишечных, пищеводно-желудочных и толстокишечных анастомозов, способ наложения гастроэнтероанастомоза, кардио- и пилоропластики, способ панкреатодуоденальной резекции и др. Под редакцией профессора В. Г. Вальтера изданы 2 монографии и 3 сборника научных работ.

## Награды и звания
За заслуги в развитии восстановительной хирургии награждён золотой медалью им. Н. А. Богораза, бронзовой медалью ВДНХ СССР. В 1995 году решением Ученого совета Астраханской государственной медицинской академии ему было присвоено Почетное звание «Заслуженный профессор АГМА».
За большой вклад в отечественную хирургию Указом Президента Российской Федерации от 21 ноября 1995 года профессору Вальтеру Виталию Григорьевичу присвоено Почетное звание Заслуженный деятель науки РФ.

## Семья
- Отец — Вальтер Григорий Иванович, земский врач, затем известный хирург.
- Мать — Вальтер Евгения Федоровна (ур. Рябко), преподаватель русского языка и литературы.
- Дочь — Зурнаджьянц Наталья Витальевна (ур. Вальтер), врач.
- Зять — Зурнаджьянц Виктор Ардоваздович — заслуженный деятель науки РФ, заслуженный врач РФ, доктор медицинских наук, профессор.
- Брат — Феофанов Алексей Григорьевич (06.02.1933-13.12.2008), заслуженный артист России.
- Племянница — Феофанова, Ольга Алексеевна, актриса театра и кино.
- Брат — Вальтер, Эдуард Григорьевич (1928—1974), инженер-архитектор
- Племянница — Вальтер, Виктория Эдуардовна, заслуженный врач Российской Федерации (2000).
- Сестра — Вальтер, Анна Григорьевна (1927—1935)